# Pierina Morosini
Pierina Morosini (ur. 7 stycznia 1931 w Fiobbio di Albino w gminie Bergamo prowincji Lombardia we Włoszech, zm. 6 kwietnia 1957 Benewencie) – błogosławiona kościoła katolickiego.

## Życiorys
Pierina Morosini urodziła się 7 stycznia 1931 roku w ubogiej rodzinie, jako ósma z dziewięciorga dzieci Rocco Morosiniego i Sary Noris. Mając 11 lat Pierina zdobyła wykształcenie zawodowe, jako krawcowa. W wieku 15 lat rozpoczęła pracę w fabryce.
Pierina wykazywała się głęboką wiarą i miłosierdziem dla potrzebujących. Udzielała się w parafialnej Akcji Katolickiej, gdzie uczyła dzieci katechizmu oraz odwiedzała chorych. Po wstąpieniu do Trzeciego Zakonu św. Franciszka złożyła śluby dziewictwa, ubóstwa i posłuszeństwa.
Zginęła na skutek ran zadanych jej przez niedoszłego gwałciciela.  
Beatyfikowana w Rzymie 4 października 1987 przez papieża Jana Pawła II. Jest patronką ofiar gwałtu i męczennicą czystości.